# Oito preceitos (budismo)
No Budismo, os oito preceitos (em sânscrito:  aṣṭāṇga-śīla or aṣṭā-sīla, em páli:  aṭṭhaṅga-sīla or aṭṭha-sīla) é uma lista de preceitos observados por budistas leigos em dias de observância e festivais. Eles incluem preceitos gerais, como abster-se de matar, mas também preceitos mais específicos, como abster-se de cosméticos e entretenimentos. Esta tradição de manter os oito preceitos em dias de observância ainda é amplamente praticada em todos os países budistas Theravadin e comunidades budistas Theravadin em todo o mundo. Com base nas práticas sāmaṇa pré-budistas, os oito preceitos são frequentemente mantidos nos dias de observância budistas (em sânscrito:  upavasatha, poṣadha, pauṣadha, em páli:  uposatha, posaha), e nesse contexto são chamados de votos uposatha ou preceitos de um dia. Eles são considerados para apoiar a prática da meditação e são frequentemente observados ao ficar em mosteiros e templos. Em alguns períodos e lugares, os preceitos foram amplamente observados, como na China dos séculos VII a X por funcionários do governo. Nos tempos modernos, houve movimentos de renovação e figuras políticas importantes que os observaram continuamente.

## Descrição
Os cinco primeiros dos oito preceitos são semelhantes aos Cinco Preceitos, isto é, abster-se de matar seres vivos, roubar, praticar má conduta verbal e abster-se de bebidas alcoólicas ou drogas intoxicantes, mas o terceiro preceito é a abstinência de toda atividade sexual em vez de abster-se de ofensas sexuais. Os três preceitos finais são abster-se de comer no momento errado (após o meio-dia); abster-se de entretenimento como dança, canto, música, assistir a shows, assim como abster-se de usar guirlandas, perfumes, cosméticos e adornos pessoais; e abster-se de assentos e camas luxuosos.
Para resumir, seguindo a tradução do antropólogo Barend Jan Terwiel da linguagem Pāli usada em cerimônias tailandesas: 
1. Comprometo-me a [observar] a regra de abstinência de tirar vidas
2. Comprometo-me a [observar] a regra de abstinência de pegar o que não é dado
3. Comprometo-me a [observar] a regra de abstinência da falta de castidade
4. Comprometo-me a [observar] a regra de abstinência da falsa fala
5. Comprometo-me a [observar] a regra de abstinência de intoxicantes que causam um estado mental descuidado
6. Comprometo-me a [observar] a regra de abstinência de comer no momento errado
7. Comprometo-me a [observar] a regra de abstinência de dançar, música, visitar shows, flores, maquiagem, usar ornamentos e decorações
8. Comprometo-me a [observar] a regra de abstinência de um lugar alto e elevado para dormir.[6]

Na Tailândia, quando os oito preceitos são assumidos, acredita-se que se um deles for quebrado, todos são quebrados. Na tradição Pāli, os preceitos são descritos no Dhammika Sutta, parte do Sutta-Nipāta. Em muitos textos chineses medievais, a ordem dos últimos três itens é diferente, com os números 6 e 8 trocados.

## Propósito

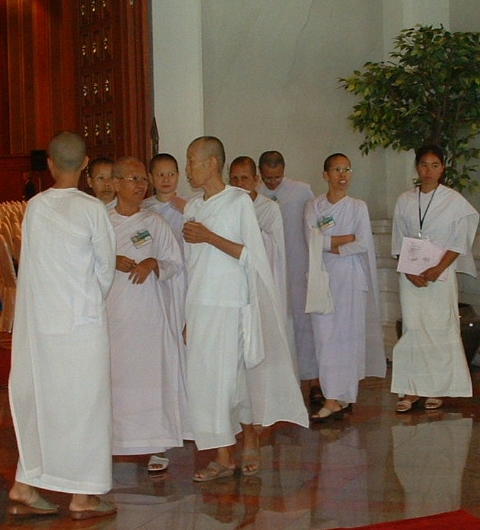
As mae chi na Tailândia observam os oito preceitos o tempo todo como parte de seu modo de vida.

No contexto da prática de uposatha, observar os oito preceitos é descrito pelo Buda nos primeiros textos como "purificação da mente suja através de meios hábeis" (em páli:  upakkamena). Os textos Pāli descrevem que alguém assume os oito preceitos nos dias de observância seguindo o exemplo dos discípulos iluminados do Buda. Nos primeiros textos, o Buda é descrito como fazendo uma distinção entre as maneiras budista e jainista de observar o uposatha. A maneira jainista é criticada por ser mais focada na aparência exterior do que na substância, e a prática budista é denominada como disciplina moral genuína. Os oito preceitos têm como objetivo dar às pessoas leigas uma impressão do que significa viver como um monástico, e os preceitos "podem funcionar como a ponta de um cunha para atrair alguns para a vida monástica". As pessoas que estão observando os oito preceitos às vezes também são abordadas de forma diferente. O objetivo dos oito preceitos é diferente dos cinco, pois são menos morais, mas mais focados no desenvolvimento da concentração meditativa e na prevenção de distrações. De fato, no Sri Lanka, os devotos leigos que observam os oito preceitos são esperados para dedicar muito tempo e esforço à meditação, concentrando-se especialmente na meditação sobre as partes do corpo. Isso é destinado a desenvolver o desapego.

## Prática

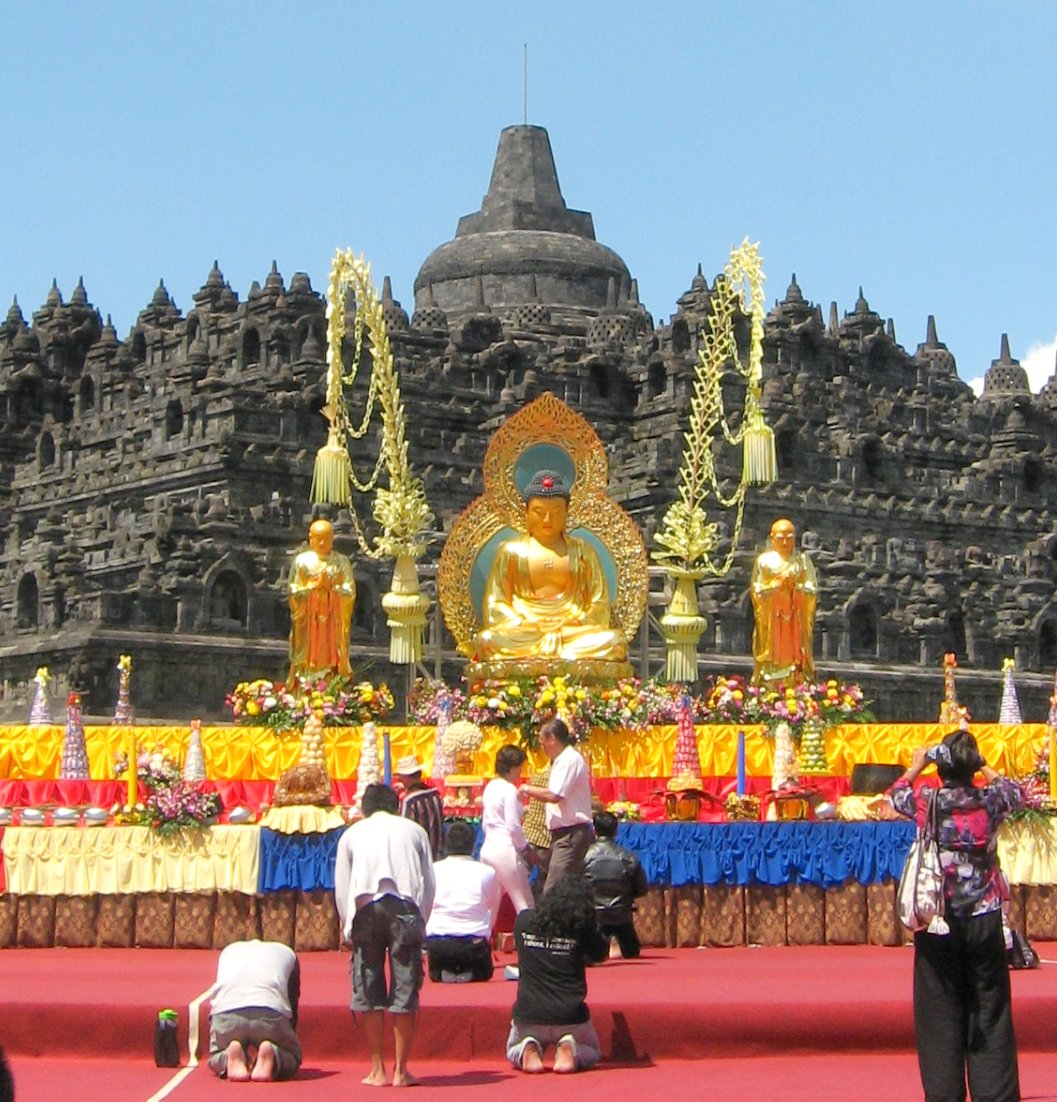
Devotos leigos budistas observam os oito preceitos durante festivais anuais como o Vesak.

Nos dias regulares de observância, os devotos leigos budistas frequentemente observam os oito preceitos. Nesse contexto, os oito preceitos também são chamados de votos uposatha (Sânscrito e em páli:  upavāsa; em sânscrito:  poṣadhaśīla, em páli:  uposatha-sīla). Quando leigos permanecem em um mosteiro budista ou participar de um retiro de meditação, eles também observam frequentemente os oito preceitos; eles também são mantidos durante festivais anuais como o Vesak. Atualmente, os votos uposatha estão principalmente associados ao Budismo Theravāda no Sul e Sudeste da Ásia, mas também era uma prática difundida na China, e ainda é praticada. Na prática, nas tradições Theravāda, os preceitos são principalmente observados por devotos fiéis acima de 40 anos de idade. Como os oito preceitos são frequentemente observados por um dia, também são conhecidos como os preceitos de um dia. Às vezes, uma fórmula é recitada confirmando a observância por um dia (e uma noite):
"Eu me comprometo a observar em harmonia durante este dia e esta noite esses oito preceitos que foram projetados pela sabedoria do Buda."
A observância não precisa ser temporária, no entanto: alguns devotos leigos escolhem assumir os oito preceitos continuamente para se aprimorarem na moralidade. Os oito preceitos também são assumidos por pessoas se preparando para a ordenação como monge, às vezes chamadas de anagarika em Pāli ou pha khao em tailandês. Além disso, muitas freiras em países budistas, como as mae chi na Tailândia ou as dasa sil mata no Sri Lanka, observam os oito ou dez preceitos o tempo todo como parte de seu modo de vida.
Entre os oito preceitos, o primeiro preceito trata de não matar animais. Conforme registrado nos Editos de Aśoka, havia um costume que ele havia estabelecido de não matar animais nos dias de uposatha, o que indica que nessa época a observância do uposatha budista havia se tornado uma instituição estatal na Índia. O costume era mais rigorosamente observado na lua cheia e no dia seguinte. O terceiro preceito trata de manter a castidade. Portanto, a tradição budista exige que os leigos sejam castos nos dias de observância, o que é semelhante à tradição indiana histórica de ser casto nos dias de parvan. Quanto à sexta regra, isso significa não comer após o meio-dia, com uma concessão para líquidos, em imitação de uma regra quase idêntica para monges. O médico Ming-Jun Hung e seus coautores analisaram textos budistas chineses antigos e medievais e argumentam que os principais objetivos do jejum de meio dia são diminuir o desejo, melhorar a aptidão e a força, e diminuir a sonolência. Historicamente, os budistas chineses interpretaram os oito preceitos como incluindo o vegetarianismo.
O sétimo preceito às vezes também é interpretado como significando não usar roupas coloridas, o que levou a uma tradição de as pessoas usarem roupas brancas simples ao observarem os oito preceitos. Isso não significa necessariamente, no entanto, que um devoto budista vestido de branco esteja observando os oito preceitos o tempo todo. Quanto ao oitavo preceito, não sentar ou dormir em assentos ou camas luxuosas, isso geralmente se resume a dormir em um colchonete no chão. Embora não especificado nos próprios preceitos, na Tailândia e na China, as pessoas que observam os preceitos geralmente passam a noite no templo. Isso é para evitar tentações em casa para quebrar os oito preceitos, e ajuda a promover o esforço comunitário em manter os preceitos.

## História
Segundo o ético Damien Keown, os oito preceitos foram derivados dos regulamentos descritos no Brahmajala Sutta, um Texto Budista Antigo. Uma vez que neste discurso o Buda descreve seu próprio comportamento, Keown argumenta que os oito preceitos e vários outros ensinamentos morais no Budismo são derivados do Buda como uma figura modelo.
O estudioso da religião J. H. Bateson e o estudioso de Pāli Shundō Tachibana argumentaram que os oito preceitos podem ser em parte baseados em práticas pré-budistas brahmânicas (vrata) durante o jejum da lua cheia e da lua nova, mas estudos mais recentes sugeriram que as práticas de uposatha do Budismo e do Jainismo não tiveram origem no Brahmanismo. O poṣadha brahmânico era realizado em preparação para um sacrifício, enquanto as práticas budistas e jainistas não eram. Além disso, segundo alguns estudiosos, o Brahmanismo não migrou para a região budista primitiva até algum tempo após o surgimento do Budismo. Em vez disso, o estudioso das religiões asiáticas Benjamin Schonthal e o estudioso da religião Christian Haskett sugerem que a prática budista e jainista tem origem em uma cultura sāmaṇa comum e informal, sāmaṇa (Pāli; em sânscrito:  śrāmaṇa ) referindo-se ao movimento religioso não védico vigente na época do Budismo primitivo e do Jainismo. Eles baseiam seu argumento em evidências textuais de que jainistas e outros samana também observavam as práticas uposatha. Por fim, uma teoria anterior e menos conhecida do indólogo Jean Przyluski propõe uma origem babilônica. Przyluski argumentou que o calendário lunar seguido na prática budista de uposatha era mais provavelmente baseado na influência Neo-Babilônica do que na védica, com base na distribuição dos dias de observância.
Textos budistas primitivos relatam que o uposatha budista teve origem como resposta a outras seitas mendicantes contemporâneas. Especificamente, nos textos em Pāli da disciplina monástica, o rei Bimbisāra solicita ao Buda que estabeleça uma prática de uposatha, para acompanhar as seitas concorrentes. O Buda então faz os monges se reunirem a cada quinzena, e posteriormente também faz com que os monges ensinem as pessoas leigas e recitem o código monástico de disciplina nos mesmos dias. Muitas dessas práticas foram conscientemente emprestadas de outras seitas sāmaṇa, à medida que a cerimônia do uposatha se tornou parte de um amplo programa do Buda para tornar a prática espiritual de seus seguidores "única, disciplinada e sincera".
Na Coreia do século VI, os oito preceitos passaram a ser associados ao culto de Maitreya, devido ao trabalho de Hyeryang, um monge coreano que escreveu um tratado sobre esses assuntos. Na China dos séculos VII a X, os funcionários do governo frequentemente observavam os oito preceitos por um ou mais meses por ano, durante os quais muitas vezes convidavam monges para ensiná-los em casa. Nos mesmos meses designados para tal observância religiosa, chamados de chai, o governo também se abstinha de executar penas de morte.